# Ochthebius mamagri
Ochthebius mamagri är en skalbaggsart som först beskrevs av Shatrovskiy 1989.  Ochthebius mamagri ingår i släktet Ochthebius och familjen vattenbrynsbaggar. Inga underarter finns listade i Catalogue of Life.